# Belcanto (serie televisiva)
Belcanto è una serie televisiva italo-belga del 2025 diretta da Carmine Elia.

## Trama
1847: Maria vive a Napoli con le sue due figlie Antonia e Carolina; in passato era una grande cantante lirica, ma ora vive sotto la protezione del disonesto e violento Iginio. La sua speranza di riscatto è in Antonia, avendola istruita a diventare una brava cantante lirica in modo che possa affermarsi a Milano. Iginio tenta di far del male a Maria che viene salvata da Carolina, che infatti uccide l'uomo per proteggere sua madre. Infine per evitare l'arresto Maria scappa a Milano con le figlie. Giunte a destinazione, trovano una sistemazione in una locanda. Adesso Maria si prodiga per spianare la strada ad Antonia e farne una cantante di gran successo, ma tutto cambia quando emerge che Carolina è una cantante con un talento persino superiore a quello della sorella.

## Episodi
| Stagione       | Episodi | Prima TV |
| -------------- | ------- | -------- |
| Prima stagione | 8       | 2025     |

## Personaggi e interpreti
- Maria Valli, interpretata da Vittoria Puccini e doppiata nel canto da Naomi Rivieccio.
Cresciuta in orfanotrofio, in passato è stata una soprano ma proprio quando stava per coronare i propri successi rimase incinta della figlia Antonia, avuta dal suo ex amante, il tenore Giacomo Lotti. La gravidanza e la fine della sua relazione con Giacomo stroncarono la carriera di Maria, che poi ha avuto un'altra figlia, Carolina, nata dal matrimonio con il crudele marito Iginio. Vuole molto bene ad Antonia, ciò a cui ambisce è fare di quest'ultima una grande cantante avendola da sempre istruita affinché potesse avere il successo che Maria non ha conquistato, ama anche Carolina ma non riesce a dimostrarglielo. Il rapporto con le figlie è destinato a mutare quando scopre che Carolina ha un dono: canta anche meglio di lei e della sorella. Maria è una donna introversa, combattiva e orgogliosa, è stata condizionata dai propri fallimenti tanto che, pur sapendo essere una donna dolce e affettuosa, non sa amare in maniera incondizionata. Farebbe di tutto per proteggere le figlie, ma questo non le ha impedito di commettere molti errori con entrambe, essendo troppo esigente con Antonia e fredda con Carolina.
- Domenico Bernasca, interpretato da Carmine Recano.
È un uomo d'affari scaltro, serio e affascinante che conosce molto bene gli equilibri tesi e pericolosi di Milano, dovuti alla presenza oppressiva degli austriaci e sa come muoversi per garantire il mantenimento del suo lavoro. Gestisce una locanda "La mano di ferro" e si guadagna da vivere anche con il contrabbando di armi. Sua figlia era gravemente malata e morì, dopo quanto accaduto la moglie commise suicidio. Ospita Maria e le sue figlie nella propria locanda, le quali lavorano con lui per guadagnarsi vitto e alloggio. Si innamora di Maria oltre ad affezionarsi a Carolina, diventando per lei una figura paterna.
- Enrico De Marchi, interpretato da Giacomo Giorgio.
È un giovane e affascinante aspirante scrittore, infatti un suo desiderio è quello di diventare come il suo eroe Alessandro Manzoni, scrive anche articoli di giornale. Ragazzo gentile, idealista, pacato e molto colto, ma anche molto coraggioso, lavora con i rivoluzionari contro il regime austriaco, ma preferisce le parole alla violenza. Lui e Carolina si innamorano l'uno dell'altra, lui non a caso è tra le poche persone che riesce a comprenderla e che maggiormente la incoraggia a cantare essendo stato tra i primi a scoprire il suo talento.
- Antonia Cuoio, interpretata da Caterina Ferioli e doppiata nel canto da Carmen Maria Aurora Bocale.
Figlia primogenita di Maria e Giacomo e sorellastra di Carolina. Cresciuta sotto l'ala protettiva di Maria, è una bella e giovane ragazza che ha goduto delle attenzioni e degli incoraggiamenti della madre. Fin da quando era una bambina piccola, Maria l'ha educata ed istruita affinché un giorno diventasse una cantante eccezionale e di successo, diversamente dalla madre lei ha molto a cuore Carolina, le due sono quasi indivisibili. Paradossalmente, anche se al contrario di Carolina lei ha ricevuto il totale amore materno, Antonia è tra le due quella che è stata maggiormente condizionata da Maria, ossessionata dall'essere all'altezza delle aspettative che Maria ha nutrito su di lei, Antonia purtroppo è insicura e ha un temperamento fragile, inoltre è evidente che prova dipendenza affettiva verso la figura maschile. È una brava ragazza ma il rapporto con Carolina diventa più controverso quando quest'ultima si rivela una cantante enormemente più brava, tanto da far emergere l'indole avida e manipolatrice di Antonia.
- Carolina Cuoio, interpretata da Adriana Savarese e doppiata nel canto da Valentina Gargano.
Figlia secondogenita di Maria (avuta da Iginio) e sorella minore di Antonia. In contrasto con il fatto che Antonia è raffinata e ben educata, Carolina invece è selvaggia, ribelle e indomita. Ama la madre e la sorella, ma solo l'affetto per Antonia è pienamente corrisposto e anche se Maria le vuole bene la vede come un peso, riflettendo verso di lei il disprezzo per Iginio. A Milano inizialmente fa fatica ad ambientarsi, in seguito conosce Enrico che fin dall'inizio la sostiene e col tempo se ne innamora, ricambiata. Carolina è una ragazza buona, altruista, sincera e molto coraggiosa. Anche se Maria ha investito tanti anni a fare di Antonia una promettente cantante, Carolina rivela un talento autentico e nascosto che Antonia non possiede. Il suo canto così speciale infatti pian piano le fa ottenere l'apprezzamento e il riconoscimento di tanti, compresi i membri dell'alta borghesia milanese. Ciò che la rende profondamente diversa da Maria e Antonia, è il fatto che Carolina riesce ad amare le persone con immensa spontaneità e purezza, il suo canto infatti riflette pienamente la sua indole, motivato non dall'ambizione ma da sentimenti innocenti e incontaminati.
- Crescenzi, interpretato da Vincenzo Ferrera.
Famoso, importante e stimato professore ed insegnante di canto nella città di Milano. Noto per essere tanto risoluto, rigoroso e selettivo nel scegliere le sue allieve. Vede solo al talento e infatti non fa discriminazioni legate all'estrazione sociale, tanto da prendere come sue allieve Antonia e Carolina nonostante non appartengano all'alta società. Finisce con l'affezionarsi molto a Carolina, infatti è con lei saggio e apprensivo. Per Crescenzi l'impegno, la disciplina e l'integrità morale sono elementi fondamentali per il canto, importanti quanto il talento stesso.
- Pavel Falez, interpretato da Nicolò Pasetti.
Carismatico e rigido colonnello delle forze militari austriache, è un uomo molto influente, dà la caccia ai rivoluzionari che vogliono sovvertire il regime a cui appartiene. Benché sia il promesso sposo della figlia dei marchesi di Bellerio, si lega sentimentalmente ad Antonia della quale si innamora. È un uomo spietato e manipolatore, fedele solo all'ambizione, pronto a tutto pur di ottenere quello che vuole.
- Saverio Nappi, interpretato da Andrea Verticchio e doppiato nel canto da Hugo Perina.
Giovane orfano e carissimo amico di infanzia di Carolina, di lei innamorato da sempre. Saverio è il suo primo amore, anche lui un talento nel canto, che ha praticato e studiato negli anni facendo parte del coro delle voci bianche nel convento di San Pietro in Majella, luogo dove è cresciuto. Sogna un futuro assieme alla sua amata Carolina, ma lo zio lo sottopone alla castrazione.
- Giacomo Lotti, interpretato da Andrea Bosca e doppiato nel canto da Jesus Eduardo Niave.
Un tenore canoro molto stimato, rispettabile e famoso, che ha costruito la sua carriera di successo principalmente grazie all'influenza sociale della sua ricca moglie Alida, che gli ha aperto molte porte facendogli avere ruoli di alta importanza e di prestigio nei teatri milanesi. È il vero padre di Antonia, non ha mai smesso di considerare Maria il suo grande amore pur avendo preferito Alida a lei. Antonia è molto simile a Giacomo, come lui è egoista e opportunista.
- Alida Visconti, interpretata da Paola Benocci.
È la potente moglie di Giacomo Lotti. Una donna invalida, è senza scrupoli, fredda e risoluta, dal loro matrimonio non sono mai nati dei figli. Era stata lei a dividere Maria e Giacomo quando riuscì a sedurre quest'ultimo, Giacomo sta con lei solo per i benefici che guadagna attraverso l'influenza di Alida, ma il loro è un matrimonio senza amore.
- Maddalena Bellerio, interpretata da Serena De Ferrari (dialoghi e canto).
Raffinata, elegante, ambiziosa e viziata figlia dei ricchi marchesi Bellerio. Cantante molto brillante, è una delle allieve migliori e più promettenti della classe di Crescenzi, venendo ritenuta come una promessa sia per il canto e per la musica lirica. Ragazza molto classista, fin dall'inizio mal sopporta la presenza di Carolina e di Antonia, le prende sempre di mira vista la vita di stenti a cui sono costrette, ma è principalmente Antonia il suo bersaglio preferito dal momento che lei, al contrario di Carolina, è debole e ingenua. È la promessa sposa di Falez.
- Principe Richter, interpretato da Andreas Pietschmann.
Uomo molto ricco ed influente è un buon amico di Falez, grande amante del canto, fa da mecenate a Saverio facendolo vivere nella sua tenuta, offrendogli tutti i lussi che può donargli. Saverio, che all'inizio voleva prestare la propria voce in Vaticano, ha scelto di vivere sotto la protezione di Richter perché quest'ultimo può offrirgli un tenore di vita migliore. Rimane profondamente affascinato e colpito dal talento canoro di Carolina, al punto da accettare volentieri di farla lavorare da lui insieme a Saverio per poterlo intrattenere con duetti canori e piccoli spettacoli musicali.
- Iginio Cuoio, interpretato da Antonio Gerardi.
È il marito di Maria, che la tolse dalla strada dopo che ella aveva fallito nel suo percorso di cantante lirica, ed è il padre di Carolina. Uomo molto violento, arrogante, prepotente ed aggressivo, è un imbroglione e truffatore che costringe Maria e le sue figlie ad esibirsi per strada per ottenere denaro. È talmente possessivo con la moglie, così come con Carolina e Antonia, da aver sempre cercato di sabotare ogni loro possibilità di affermarsi con il canto.
- Olimpia De Marchi, interpretata da Neva Leoni.
È la sorella di Enrico, anche Olimpia proprio come il fratello è una rivoluzionaria, ma al contrario di lui usa metodi diversi, infatti lei agisce direttamente in prima linea e non condivide l'indole pacifica e prudente di Enrico. Diventa buon'amica di Carolina, tanto che quest'ultima in più occasioni protegge Enrico e lei dai soldati austriaci. Ragazza testarda e impulsiva, ma anche molto coraggiosa, lei e Enrico si vogliono molto bene in quanto Olimpia è la sua unica famiglia.
- Cernigoi, interpretato da Nicolò Galasso.
Caporale e diretto subordinato di Falez, Cernigoi è sempre al suo fianco. Sebbene Falez sia il suo superiore, Cernigoi non condivide sempre le sue scelte. È un uomo dal carattere orgoglioso e impulsivo e, in più occasioni, Falez lo riprende severamente, poiché i suoi comportamenti ribelli e spregiudicati mal si addicono alla carica militare che ricopre.

## Produzione
La serie è stata girata a inizio 2024, a partire dal 22 gennaio. I luoghi scelti per le riprese sono stati Napoli (parte del centro storico e Piazza del Plebiscito), Tivoli (Piazza del Seminario e Piazza delle Erbe, dove è stata ricostruita la Napoli del 1848 ai tempi delle insurrezioni), Pavia (Teatro Fraschini, Strada Nuova e Università di Pavia dove sono state ricreate alcune atmosfere milanesi), Brescia (il Teatro Grande, sfruttato per alcune scene d'interni), Stezzano (veri palazzi per le dimore signorili, tra i quali Villa Caroli Zanchi) e Piacenza (Piazza Sant'Antonino e il Teatro Municipale, utilizzati per alcune scene del Teatro alla Scala di Milano).

## Colonna sonora
La colonna sonora originale, composta e prodotta da Stefano Lentini, include rielaborazioni di arie e brani classici curate dallo stesso compositore.
L’album, pubblicato il 24 febbraio 2025 da Coloora Records, è composto da 32 tracce per una durata di 121 minuti; è stato registrato in Italia e masterizzato a Londra presso AIR Studios. È considerato dal suo autore "un lavoro complesso e stratificato" in cui è stato possibile creare un incontro simbolico tra passato e presente. A meno di un mese dalla sua release è risultato terzo nella classifica iTunes Top 10 Album. All Music Italia lo ha definito: "una rivisitazione unica".